# ゆれる午後
「ゆれる午後」（ゆれるごご）は、南沙織通算22枚目のシングル。1977年3月1日発売。発売元はCBS・ソニー。

## 解説
シングルA面曲としては「想い出通り」（1975.4.21）以来、7作ぶりに "有馬三恵子×筒美京平" コンビが復活した。
16thアルバム『午後のシンシア』（1977.4.1）からの先行シングル。このアルバムは全21枚のオリジナル・アルバム中、唯一収録曲のすべてが "有馬三恵子×筒美京平" による作品である。

## 収録曲
両楽曲とも、作詞: 有馬三恵子、作曲: 筒美京平
1. ゆれる午後（3:33）
  - 編曲: 萩田光雄
2. 春の愁い（3:41）
  - 編曲: 水谷公生

## 収録作品（LP・CD）
- ゆれる午後

午後のシンシア
シンシアのハーモニー
シンシア・ラブ
THE BEST / 南沙織 -1978年6月版-
THE BEST / 南沙織 -1978年11月版-
THE BEST / 南沙織 -1979年11月版-
南沙織ベスト Recall 〜28 SINGLES SAORI + 1〜
Cynthia Memories
GOLDEN J-POP/THE BEST 南沙織
CYNTHIA ANTHOLOGY
GOLDEN☆BEST 南沙織 筒美京平を歌う
南沙織 THE BEST 〜 Cynthia-ly
ドーナツ盤型12cmCDコレクション
Cynthia Premium
GOLDEN☆BEST 南沙織 コンプリート・シングルコレクション
ゴールデン☆アイドル 南沙織
CYNTHIA ALIVE
- ゆれる午後 (ノンストップmix Ver.)

TSU-TSU MIX 南沙織
- ゆれる午後 -Live #1-

Good-by Cynthia
Cynthia Memories
- 春の愁い

午後のシンシア
シンシアのハーモニー
Cynthia Memories
CYNTHIA ANTHOLOGY
GOLDEN☆BEST 南沙織 筒美京平を歌う
ドーナツ盤型12cmCDコレクション
Cynthia Premium
ゴールデン☆アイドル 南沙織